# 奧利·海格

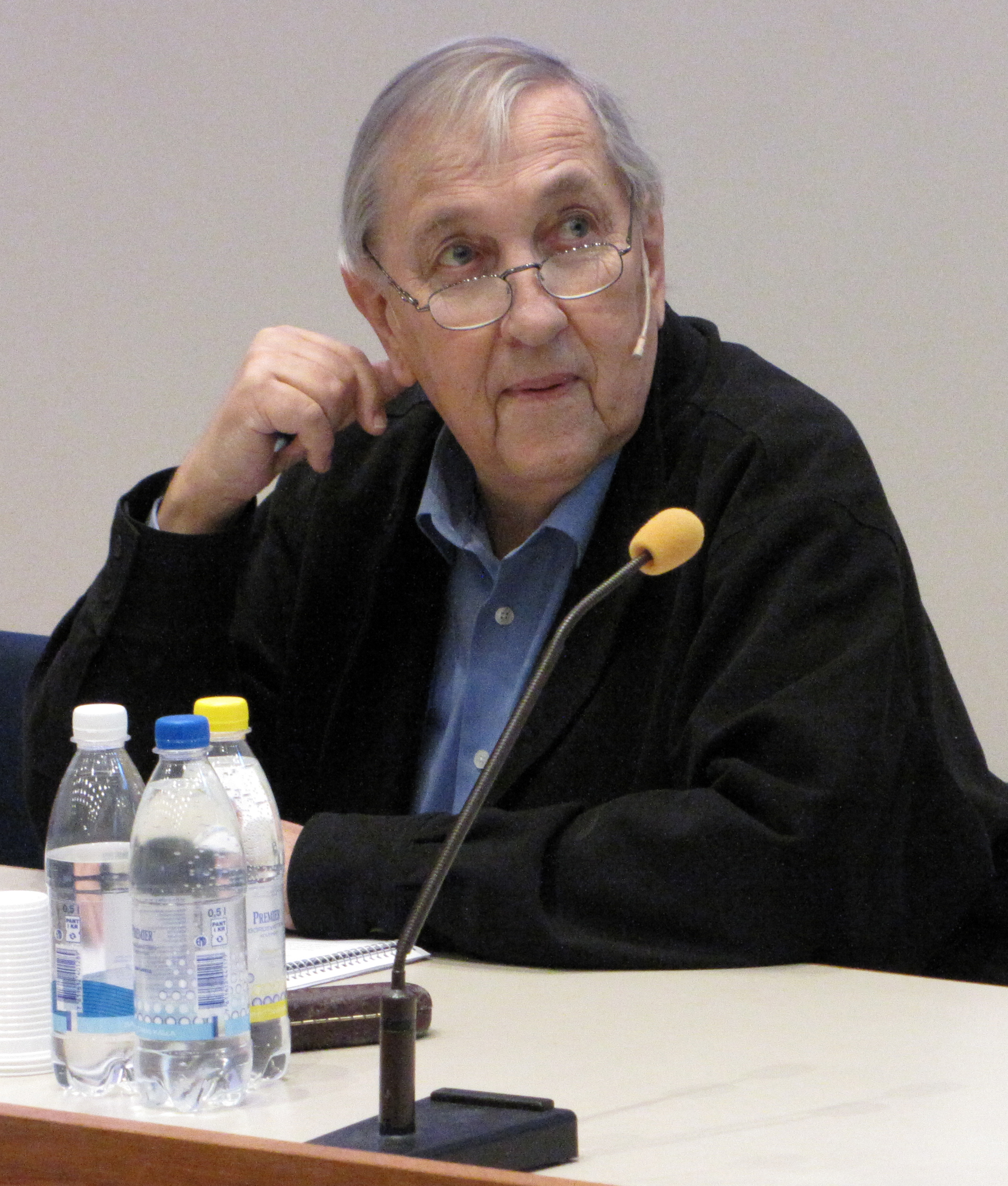

奧利·海格（瑞典語：Olle Häger，1935年9月19日—2014年11月1日），是一名瑞典记者、新闻制片人、作家和历史学家。他出版过大量纪录片。1986年，他荣获斯托拉新闻奖。
2014年，因病去世。